# Поповци (Габровская область)
Поповци (болг. Поповци) — село в Болгарии. Находится в Габровской области, входит в общину Габрово. Население составляет 535 человек.

## Политическая ситуация
В местном кметстве Поповци, в состав которого входит Поповци, должность кмета (старосты) исполняет Румяна Иванова Иванова (Граждане за европейское развитие Болгарии (ГЕРБ)) по результатам выборов.
Кмет (мэр) общины Габрово — Томислав Пейков Дончев (Граждане за европейское развитие Болгарии (ГЕРБ)) по результатам выборов.